# کلائو (میزوری)
کلائو (به انگلیسی: Callao) یک شهر در ایالات متحده آمریکا است که در شهرستان مکون، میزوری واقع شده‌است. کلائو ۱٫۳۲ کیلومتر مربع مساحت و ۲۹۲ نفر جمعیت دارد و ۲۵۰ متر بالاتر از سطح دریا واقع شده‌است.